# Piotr Styczeń
Piotr Styczeń (ur. 6 maja 1956 w Gorzowie Wielkopolskim) – polski prawnik, urzędnik państwowy, w latach 2005–2013 podsekretarz stanu w resortach związanych z infrastrukturą.

## Życiorys
Ukończył studia na Wydziale Prawa i Administracji Uniwersytetu Szczecińskiego. Od 1992 pracował w spółdzielniach mieszkaniowych, zajmując m.in. stanowisko prezesa zarządu SM „Włókno” w Gorzowie Wielkopolskim.
Od 17 listopada 2005 do 6 maja 2006 był sekretarzem stanu w Ministerstwie Transportu i Budownictwa, od 8 maja 2006 do 5 lutego 2008 sekretarzem stanu w Ministerstwie Budownictwa. 5 lutego 2008 został powołany na stanowisko podsekretarza stanu w Ministerstwie Infrastruktury. 23 listopada 2011 objął tożsame stanowisko w nowo utworzonym Ministerstwie Transportu, Budownictwa i Gospodarki Morskiej. Odszedł ze stanowiska dzień po utworzeniu 27 listopada 2013 Ministerstwa Infrastruktury i Rozwoju.